# Emanuel Aiwu
Emanuel Aiwu (Innsbruck, Austria, 15 de diciembre de 2000) es un futbolista austriaco. Su posición es la de defensa y su club es el S. K. Sturm Graz de la Bundesliga de Austria.

## Trayectoria

### Austria
Su debut en el primer equipo se dio el 5 de mayo de 2018 en un partido de liga ante el FK Austria Viena, arrancó como titular y completo el encuentro, el partido terminó en empate a cero goles.
El 30 de agosto de 2021 se hizo oficial su llegada al SK Rapid Viena firmando un contrato hasta 2024.

### US Cremonese
El 5 de agosto de 2022 se hizo oficial su llegada a la U. S. Cremonese firmando un contrato hasta 2026. Sin embargo, a finales de agosto del año siguiente fue cedido al Birmingham City F. C. Tras esta cesión regresó a Austria después de fichar por el S. K. Sturm Graz.

## Estadísticas

### Clubes
Actualizado al último partido jugado el 24 de mayo de 2025.
| Club | Div.          | Temporada     | Liga  | Liga  | Copas nacionales(1) | Copas nacionales(1) | Copas internacionales | Copas internacionales | Total | Total | Media goleadora(2) |
| Club | Div.          | Temporada     | Part. | Goles | Part.               | Goles               | Part.                 | Goles                 | Part. | Goles | Media goleadora(2) |
| --- | ------------- | ------------- | ----- | ----- | ------------------- | ------------------- | --------------------- | --------------------- | ----- | ----- | ------------------ |
| F. C. Admira Wacker · Austria | 1.ª           | 2017-18       | 3     | 0     | -                   | -                   | -                     | -                     | 3     | 0     | 0                  |
| F. C. Admira Wacker · Austria | 1.ª           | 2018-19       | 19    | 3     | 1                   | 0                   | 1                     | 0                     | 21    | 3     | 0,14               |
| F. C. Admira Wacker · Austria | 1.ª           | 2019-20       | 26    | 0     | 2                   | 0                   | -                     | -                     | 28    | 0     | 0                  |
| F. C. Admira Wacker · Austria | 1.ª           | 2020-21       | 28    | 1     | 1                   | 0                   | -                     | -                     | 29    | 1     | 0,04               |
| F. C. Admira Wacker · Austria | 1.ª           | 2021-22       | 5     | 1     | 1                   | 0                   | -                     | -                     | 6     | 1     | 0,25               |
| F. C. Admira Wacker · Austria | Total club    | Total club    | 81    | 5     | 5                   | 0                   | 1                     | 0                     | 87    | 5     | 0,05               |
| S. K. Rapid Viena · Austria | 1.ª           | 2021-22       | 25    | 2     | 3                   | 0                   | 8                     | 0                     | 36    | 2     | 0,06               |
| S. K. Rapid Viena · Austria | Total club    | Total club    | 25    | 2     | 3                   | 0                   | 8                     | 0                     | 36    | 2     | 0,06               |
| U. S. Cremonese · Italia | 1.ª           | 2022-23       | 23    | 0     | 4                   | 0                   | -                     | -                     | 27    | 0     | 0                  |
| U. S. Cremonese · Italia | Total club    | Total club    | 23    | 0     | 4                   | 0                   | 0                     | 0                     | 27    | 0     | 0                  |
| Birmingham City F. C. Inglaterra | 2.ª           | 2023-24       | 24    | 0     | 1                   | 0                   | -                     | -                     | 25    | 0     | 0                  |
| Birmingham City F. C. Inglaterra | Total club    | Total club    | 24    | 0     | 1                   | 0                   | 0                     | 0                     | 25    | 0     | 0                  |
| S. K. Sturm Graz · Austria | 1.ª           | 2024-25       | 27    | 1     | 3                   | 0                   | 6                     | 0                     | 36    | 1     | 0,03               |
| S. K. Sturm Graz · Austria | Total club    | Total club    | 27    | 1     | 3                   | 0                   | 6                     | 0                     | 36    | 1     | 0,03               |
| Total carrera | Total carrera | Total carrera | 180   | 8     | 16                  | 0                   | 15                    | 0                     | 211   | 8     | 0,04               |
| (1) Incluye datos de Copa de Austria, Copa Italia y FA Cup. (2) Incluye datos de Liga Europa de la UEFA. (3) No incluye goles en partidos amistosos. |               |               |       |       |                     |                     |                       |                       |       |       |                    |

## Palmarés

### Títulos nacionales
| Título     | Club             | País    | Año  |
| ---------- | ---------------- | ------- | ---- |
| Bundesliga | S. K. Sturm Graz | Austria | 2025 |